# Clássicas (ciclismo)
As clássicas são corridas de ciclismo em estrada de um único dia. A maioria delas se correm na Europa Ocidental (França, Bélgica e Itália) desde faz várias décadas e inclusive desde o século XIX.
Várias delas têm lugar durante a primavera europeia nos meses de março e abril, pelo que em termos gerais se lhes costuma chamar Clássicas de Primavera.
Não está estritamente definido, quando uma corrida é uma "clássica", ainda que se costumam seguir certos critérios para o determinar. Alguns deles são a distância e a dificuldade do perfil da estrada. Também se valoriza uma longa tradição e que os ciclistas de maior renome na história tenham ganhado a corrida. Outro factor é o entusiasmo que tenha nos espectadores ao longo da corrida e a reputação dos ciclistas que participem. Também, a corrida deve ser similar ano a ano, introduzindo relativamente poucas mudanças no percurso.
Nos últimos anos, o termo monumentos refere-se às cinco clássicas mais prestigiosas, a Milão-Sanremo, o Tour de Flandres, a Paris-Roubaix, a Liège-Bastogne-Liège e o Giro de Lombardia. Estas são as mais prestigiosas em seu tipo e a comprimento destas corridas é superior a 240 quilómetros (mais de 6 horas de duração).

## Clássicas
Esta lista inclui as corridas mais importantes, consideradas como clássicas:
- Nota: em amarelo corridas que não fazem parte do UCI World Tour e em rosa corridas desaparecidas.

| Corrida                   | País          | Primeira edição | Categoria | Descrição |
| ------------------------- | ------------- | --------------- | --------- | --- |
| Milão-Sanremo             | Itália        | 1907            | WT        | Chamada também A Primavera, se disputa em março e é a primeira clássica do ano. Seu traçado é o mais longo de todas as clássicas com quase 300 km. |
| E3 Harelbeke              | Bélgica       | 1958            | WT        | Primeira clássica belga do ano, inserida no UCI World Tour desde 2012.                                                                             |
| Gante-Wevelgem            | Bélgica       | 1934            | WT        | Corre-se no final de março, uma semana dantes do Tour de Flandes.                                                                                  |
| Tour de Flandres          | Bélgica       | 1913            | WT        | Corre-se a princípios de abril. Tradicionalmente era a primeira clássica de pavé.                                                                  |
| Paris-Roubaix             | França        | 1896            | WT        | Tem lugar o seguinte fim de semana do Tour de Flandes. Devido a sua dureza, se apoda o Inferno do Norte ou a Clássica das clássicas.               |
| Amstel Gold Race          | Países Baixos | 1966            | WT        | Corre-se uma semana após a Paris-Roubaix e inaugura as Clássicas das Ardenas.                                                                      |
| Flecha Valona             | Bélgica       | 1936            | WT        | Corre-se durante a semana entre a Amstel Gold Race e a Lieja-Bastogne-Lieja                                                                        |
| Liège-Bastogne-Liège      | Bélgica       | 1892            | WT        | É a mais antiga das clássicas pelo que lha conhece como A Decana.                                                                                  |
| Clásica de San Sebastián  | Espanha       | 1981            | WT        | Única clássica disputada em Espanha. |
| Vattenfall Cyclassics     | Alemanha      | 1996            | WT        | Única clássica alemã, também conhecida como Clássica de Hamburgo.                                                                                  |
| Grande Prémio de Plouay   | França        | 1931            | WT        | |
| Grande Prémio de Quebec   | Canadá        | 2010            | WT        | |
| Grande Prémio de Montreal | Canadá        | 2010            | WT        | |
| Milão-Torino              | Itália        | 1876            | .HC       | Ainda que a primeira edição foi em 1876, tem sofrido várias paragens. Não se encontra dentro do UCI World Tour.                                    |
| Giro de Lombardia         | Itália        | 1905            | WT        | Leva-se a cabo em outubro e conhece-lha como a "Clássica das folhas mortas".                                                                       |
| Brussels Cycling Classic  | Bélgica       | 1896            | .HC       | Conhecida até 2012 como Paris-Bruxelas. Apta para velocistas, fez parte da Copa do mundo.                                                          |
| Paris-Tours               | França        | 1896            | .HC       | A primeira edição foi em 1896 para aficionados. Em 1901 na sua segunda edição começou-se a disputar em profissionais. Fez parte da Copa do mundo.  |
| Campeonato de Zurich      | Suíça         | 1914            | -         | Fez parte da Copa do mundo e do UCI ProTour até 2006, quando desapareceu.                                                                          |
| Porto - Lisboa            | Portugal      | 1911            | -         | A primeira edição foi em 1911 e terminou em 2004 devido a sua extensão (330 km)                                                                    |

## Monumentos
No calendário ciclístico, existem cinco clássicas de grande prestígio e história que são denominadas monumentos. São a Milão-Sanremo (Itália), Tour de Flandres (Bélgica), Paris-Roubaix (França), Liège-Bastogne-Liège (Bélgica) e o Giro de Lombardia (Itália).
Estas corridas, além de ser das mais antigas do calendário e estreadas antes da Primeira Guerra Mundial, caracterizam-se pela sua dureza, já que todas superam longamente os 200 quilómetros de percurso ainda que as dificuldades na cada uma são diferentes.
Eddy Merckx é o ciclista que mais monumentos tem ganhado, atingindo a vitória em 19 oportunidades.

## Temporada de pavé

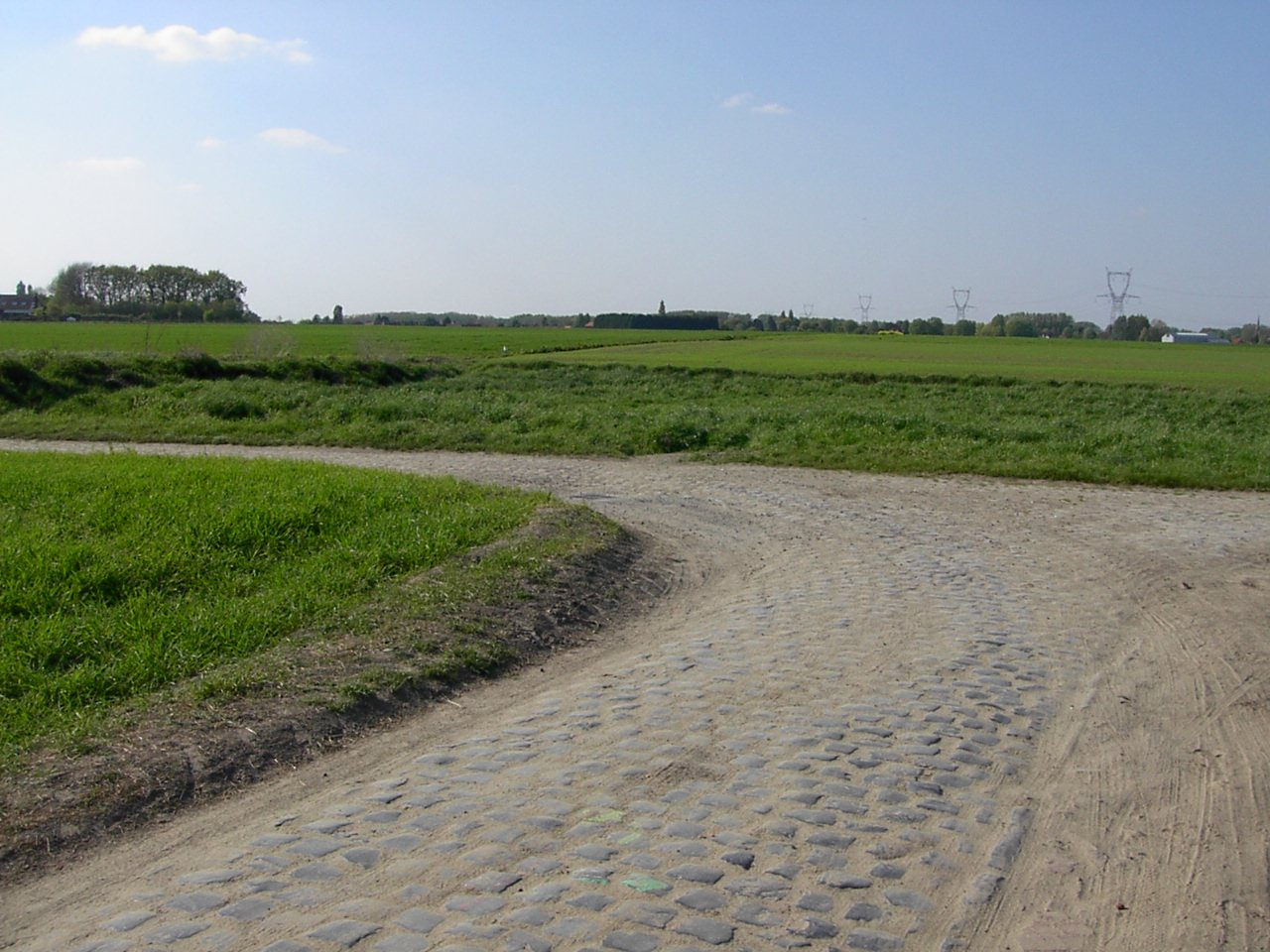
Sector de pavé de Mons-en-Pévèle, onde transita a Paris-Roubaix.

Durante março e abril da cada ano, uma série de corridas (clássicas e semi-clássicas) correm-se na Bélgica e o norte da França, na região de Flandres. Parte do percurso inclui transitar sobre Calçada, o qual lhe agrega uma dureza extra às mesmas. Somado a isto, devido à época do ano que se correm (fim do inverno e primavera), muitas vezes o fazem debaixo de chuva.
É denominada comumente como temporada de pavé e começa no último fim de semana de fevereiro ou primeiro de março na Bélgica com a Omloop Het Nieuwsblad e finaliza tradicionalmente com a Paris-Roubaix a princípios ou meados de abril, ainda que três dias depois se corre a Flecha Brabanzona que também tem alguns trechos de calçadas.

### Clássicas de Flandes
Dentro da temporada de pavé, aproximadamente desde finais de março até mediados de abril correm-se 4 corridas que se denominam as Clássicas de Flandres. A primeira corrida em correr-se é a E3 Harelbeke e dois dias depois disputa-se a Gante-Wevelgem. Uma semana depois chega o turno do Tour de Flandres e à semana seguinte, a Paris-Roubaix.
Estas duas últimas sobressaem nitidamente quanto a prestígio sobre o resto de corridas sobre calçadas. A Paris-Roubaix é apelidada O Inferno do Norte, com 250 km de percurso e quase 30 trechos de pavé (entre eles a Trouée d'Arenberg, Mons-en-Pévèle e Carrefour de l'Arbre) que somam mais de 50 km. Por sua vez o Tour de Flandres além de trechos de pavé, conta em seu percurso com os "muros", subidas curtas mas ingremes, tanto sobre calçadas como asfalto. Os muros mais famosos são o Kapelmuur, o Koppenberg e o Paterberg.
Outras corridas de importância sobre calçadas são a Omloop Het Nieuwsblad, Kuurne-Bruxelas-Kuurne, Nokere Koerse, Através de Flandres e Scheldeprijs Vlaanderen.

## Clássicas das Ardenas
A Amstel Gold Race (Holanda), Flecha Valona e Liège-Bastogne-Liège (Bélgica) são as chamadas Clássicos das Ardenas. Estas três corridas correm-se no final de abril, depois de terminada a temporada de pavé.
Percorrem as colinas das Ardenas, e são famosas por seus muros como o Cauberg e o Muro de Huy.

## Semi-clássicas
As denominadas semi-clássicas, são outras corridas de um dia, mas de menor prestígio ou popularidade que as clássicas. A seguinte lista está formada por algumas das corridas semi-clássicas mais importantes segundo sua categoria e/ou antiguidade):
| País     | Corrida                            | Primeira edição | Categoria (desde 2005) |
| -------- | ---------------------------------- | --------------- | ---------------------- |
| Alemanha | Grande Prémio de Frankfurt         | 1962            | .HC                    |
| Bélgica  | Scheldeprijs                       | 1907            | .HC                    |
| Bélgica  | Campeonato de Flandes              | 1908            | .1                     |
| Bélgica  | Binche-Tournai-Binche              | 1911            | .1                     |
| Bélgica  | Tour de Limburgo                   | 1919            | .1                     |
| Bélgica  | Schaal Sels                        | 1921            | .1                     |
| Bélgica  | Prémio Nacional de Clausura        | 1929            | .1                     |
| Bélgica  | Grande Prémio da Villa de Zottegem | 1934            | .1                     |
| Bélgica  | Grande Prêmio de Valonia           | 1935            | .1                     |
| Bélgica  | Nokere Koerse                      | 1944            | .1                     |
| Bélgica  | Omloop Het Nieuwsblad              | 1945            | .HC                    |
| Bélgica  | Kuurne-Bruxelas-Kuurne             | 1945            | .1                     |
| Bélgica  | Através de Flandres                | 1945            | .HC                    |
| Bélgica  | Ache-Ingooigem                     | 1945            | .1                     |
| Bélgica  | Circuito de Houtland               | 1945            | .1                     |
| Bélgica  | Flecha Brabanzona                  | 1961            | .HC                    |
| Espanha  | Clássica de Ordicia                | 1922            | .1                     |
| Espanha  | Circuito de Guecho                 | 1924            | .1                     |
| Espanha  | Klasika Primavera                  | 1946            | .1                     |
| Espanha  | Grande Prêmio Miguel Indurain      | 1951            | .HC/.1                 |
| Espanha  | Clássica de Almeria                | 1986            | .HC/.1                 |
| França   | Paris-Bourges                      | 1913            | .1                     |
| França   | Grande Prémio de Fourmies          | 1928            | .HC                    |
| França   | Boucles de l'Aulne                 | 1931            | .1                     |
| França   | Paris-Camembert                    | 1934            | .1                     |
| França   | Tour de Doubs                      | 1934            | .1                     |
| França   | Grande Prémio de Isbergues         | 1947            | .1                     |
| França   | Tour de Vendée                     | 1980            | .1/.HC                 |

| País          | Corrida                             | Primeira edição | Categoria (desde 2005) |
| ------------- | ----------------------------------- | --------------- | ---------------------- |
| Itália        | Giro do Piemonte                    | 1906            | .HC                    |
| Itália        | Giro do Veneto                      | 1909            | .1                     |
| Itália        | Giro de Emilia                      | 1909            | .HC                    |
| Itália        | Tre Valli Varesine                  | 1919            | .HC                    |
| Itália        | Coppa Bernocchi                     | 1919            | .1                     |
| Itália        | Giro de Toscana                     | 1923            | .1                     |
| Itália        | Roma Maxima                         | 1933            | .1                     |
| Itália        | Giro dos Apeninos                   | 1934            | .1                     |
| Itália        | Grande Prémio Cidade de Camaiore    | 1935            | .1                     |
| Itália        | Troféu Matteotti                    | 1945            | .1                     |
| Itália        | G. P. Indústria e Comércio de Prato | 1945            | .1                     |
| Itália        | Coppa Agostoni                      | 1946            | .1                     |
| Itália        | Grande Prémio Cidade de Camaiore    | 1949            | .1                     |
| Itália        | Coppa Sabatini                      | 1952            | .1                     |
| Itália        | Troféu Laigueglia                   | 1964            | .HC                    |
| Itália        | Grande Prémio Bruno Beghelli        | 1996            | .HC                    |
| Itália        | Grande Prémio Costa dos Etruscos    | 1996            | .HC                    |
| Itália        | Strade Bianche                      | 2007            | .1/.HC                 |
| Japão         | Japan Cup                           | 1992            | .HC                    |
| Países Baixos | Arnhem-Veenendaal Classic           | 1985            | .HC                    |
| Suíça         | G. P. Kanton Aargau                 | 1964            | .HC                    |
| Suíça         | Grande Prémio de Lugano             | 1981            | .HC                    |